# المركز الوطني للفنون البصرية
المركز الوطني للفنون البصرية في العاصمة السورية دمشق، هو أكبر وأحدث مركز تخصصي في الشرق الأوسط، تعرض فيه الأعمال الفنية السورية الحديثة من نحت، حفر، تصوير زيتي، تصوير فوتوغرافي، وفن البصريات.
يقع المركز في جامعة دمشق، كلية الفنون الجميلة، ويضم صالات عرض بمسـاحة (1300) م2، بالإضافة إلى قاعة ورشات عمل بمساحة (900) م2 في الطابق السفلي من الصالة حيث يقام فيها مختلف أنواع الورشات الفنية ومسرحاً يتسع لألف زائر.
بدأ العمل على تنفيذ المشروع في العام 2008، وانتهى في آخر العام 2010، وافتتح في عام 2015.

## التأسيس
تم ذلك وفق المرسوم التشريعي الصادر تحت رقم /123/ تاريخ 3- 10-2011 من قبل رئيس الجمهورية.
المادة 2 من المرسوم: «يحدث في جامعة دمشق (المركز الوطني للفنون البصرية)، وتكون له الشخصية الاعتبارية والاستقلال المالي والإداري، ويرتبط برئيس جامعة دمشق».
ملاكه العددي 20 موظفاً، له مدير ونائب مدير، ومجلس إدارة مؤلف من سبعة أشخاص.

## أهداف المركز
1. إحياء حركة الفن التشكيلي الإبداعي وتفعيلها بما يتماشى مع إيقاع الألفية الثالثة والتواصل مع الحركات التشكيلية العربية والعالمية لإغناء الثقافة التشكيلية على مستوى الوطن.
2. تسخير فن البصريات للثقافة والتربية الاجتماعية والصحية بإقامة معارض تنحو باتجاه هذه المواضيع والعمل مع الوزارات المعنية.
3. إعادة إنماء الذاكرة الجمعية للفن التشكيلي السوري.
4. توثيق الروابط بين الهيئات الفنية المختلفة الوطنية والدولية.
5. البحث عن المواهب بين الفنانين الشباب والعمل على تبنيهم ودعم وتطوير ملكاتهم الفنية وذلك بإلحاقهم بورشات العمل التابعة لنشاطات المركز.
6. إقامة ندوات حول الفن التشكيلي المعاصر وتأثيره في ثقافة المجتمع.
7. تقديم الدعم للفنانين الشباب ولطلبة كلية الفنون الجميلة وخريجيها.
8. يتبنى المركز تقليد سنوي يقوم من خلاله بتقديم منح «على شكل مساعدات مالية» لعدد من الفنانين الشباب الموهوبين بعد الاطلاع والتعرف على مشروعهم الفني، والعمل لمدة سنة، ومن ثم إقامة معارض مشتركة لهم.
9. تبني طباعة بحوث الفن النظرية لملء فراغ المكتبة السورية بهذا الحقل.
10. إقامة ورشات عمل نظرية تتعلق بالنقد الفني وعلوم الفن.[3]

## نشاط المركز
- معارض الفن التشكيلي في سوريا.
- معارض الفن التشكيلي العربي والدولي.
- معارض فن البصريات.
- المعارض الاستعادية تقام لفنانين عرب وسوريين لهم إسهاماتهم على صعيد تطوير التجربة العربية.
- المعارض تستهدف توثيق تجربة بلد عربي إما عبر التركيز على تجربة معينة فيه أو متابعته تاريخياً.
- التعامل مع متاحف عربية أو هيئات أو مؤسسات خاصة (وصالات عرض) لعرض مجموعاتها الفنية.
- معارض تتناوب بين كل عامين /أو ثلاثة أعوام:
  - معرض للطباعين (الحفارين) العرب كل سنتين
  - معرض للنحاتين العرب كل سنتين
  - معرض للفنانين العرب الشباب كل ثلاث سنوات
  - معرض لفن الفوتوغراف العربي كل سنتين
  - معرض لفن السيراميك العربي كل ثلاث سنوات
  - وضع تقليد معرض لمساهمة عربية للتصميم الفني لمواد استعمالية كل ثلاث سنوات
  - وضع تقليد لمساهمة عربية سورية للتصميم والإبداع الفني للقطعة الواحدة من الموبيليا (أو أثاث المفروشات) كل ثلاث سنوات.

## وصلات خارجية
صفحة الفيسبوك